# Happily Ever After (película de 2009)
Happily Ever After (chino: 很想和你在一起, Jyutping: Hun seung wor nei choi yut hei) es el nombre de película hongkonés del género dramática y romántico codirigido por Azrael Chung y Ivy Kong, que se estrenarán el 27 de agosto de 2009.

## Sinopsis
Nan Au-Yeung (Michelle Wai) y Sze Tso-chi (Ken Hung) comparten el mismo cumpleaños, ir a la misma escuela, la fotografía amor, y son igual de competitivos. Pero ellos no sabían de la existencia del otro hasta que "cruzó espadas" en un torneo de debate. Y los dos se sentía como si el príncipe y la princesa de cuento de hadas, finalmente encontrado.

## Actores
- Ken Hung - Sze Tso-chi
- Michelle Wai - Nan Au-Yeung
- Carlos Chan - Chun Man
- Benz Hui
- Jacky Leung
- Gladys Fung
- A. Lin